# Гідрогенез
Гідрогенез (рос. гидрогенез, англ. hydrogenesis, нім. Hydrogenese f) – сукупність геохімічних і мінералогічних перетворень, викликаних просочуванням по тріщинах з поверхні у земну кору води, яка виносить речовини з одного геохімічного комплексу в інший, зумовлюючи утворення нових мінералів.